# The Quiet Girl
 The Quiet Girl  (irlandés:  An Cailín Ciúin) es una película en irlandés de 2022 escrita y dirigida por Colm Bairéad.
Ambientada en 1981, la película sigue a una niña retraída de nueve años que experimenta un hogar amoroso por primera vez cuando pasa el verano en una granja con parientes lejanos en Waterford.

## Sinopsis
En el verano de 1981, Cáit, de nueve años, es una de muchos hermanos que viven con sus padres empobrecidos y negligentes en la Irlanda rural. Con su madre embarazada nuevamente, se decide enviar a su tranquila hija a vivir con la prima lejana de mediana edad Eibhlín Cinnsealach y su esposo Seán

## Reparto
- Catherine Clinch como Cáit
- Carrie Crowley como Eibhlín Cinnsealach
- Andrew Bennett cómo Seán Cinnsealach
- Michael Patric como Athair Cháit, padre de Cáit
- Kate Nic Chonaonaigh como Máthair Cháit, madre de Cáit

## Producción
The Quiet Girl está basada en Foster, una novela de 2010 en inglés de Claire Keegan. La película se tituló originalmente Fanacht ("Esperando"). Se filmó en Dublín y el condado de Meath, con ubicaciones de Meath que incluyen Summerhill, Moynalvey (incluido Fagan's Pub), Curraghtown, Garlow Cross, Trim y Clonymeath.

## Lanzamiento
The Quiet Girl se estrenó en la Berlinale el 11 de febrero de 2022. Ganó un Oso de Cristal del Jurado Internacional a la Mejor Película y recibió una mención especial del jurado infantil.  El jurado afirmó que "Es una película con una historia delicada llena de detalles sobre la infancia, el duelo, la paternidad y la reconstrucción de una familia. La narración muy fuerte se combina con una cinematografía impresionante. El sonido y las imágenes crean una atmósfera única."

## Recepción
Rompió récords de taquilla para el primer fin de semana de una película en irlandés y se convirtió en la película en irlandés más taquillera de todos los tiempos.
En Rotten Tomatoes, la película tiene un índice de aprobación del 98% según las reseñas de 63 críticos. El consenso del sitio web dice: "Un debut notable para el escritor y director Colm Bairéad, The Quiet Girl ofrece un recordatorio engañosamente simple de que las historias más pequeñas pueden dejar un gran impacto emocional". En Metacritic, la película tiene una puntuación media ponderada de 89 sobre 100 basada en 13 críticas, lo que indica "aclamación universal".
| Premio                                      | Fecha de ceremonia    | Categoría                                                          | Nominado/a                                        | Resultado | Ref.          |
| ------------------------------------------- | --------------------- | ------------------------------------------------------------------ | ------------------------------------------------- | --------- | ------------- |
| Premios Óscar                               | 12 de marzo de 2023   | Óscar a la mejor película internacional                            | Irlanda                                           | Nominada  | [ 6 ]         |
| American Society of Cinematographers Awards | 5 de marzo de 2023    | Premio Spotlight                                                   | Kate McCullough                                   | Nominada  | [ 7 ]         |
| Premios BAFTA                               | 19 de febrero de 2023 | Mejor guion adaptado                                               | Colm Bairéad                                      | Nominado  | [ 8 ]         |
| Premios BAFTA                               | 19 de febrero de 2023 | Mejor Película de habla no inglesa                                 | The Quiet Girl                                    | Nominada  | [ 8 ]         |
| Berlin International Film Festival          | 17 de febrero de 2022 | Premio del jurado                                                  | An Cailín Ciúin                                   | Ganador   | [ 9 ]         |
| Berlin International Film Festival          | 17 de febrero de 2022 | Mención especial del jurado juvenil                                | An Cailín Ciúin                                   | Ganadora  | [ 9 ]         |
| Dublin International Film Festival          | 27 de febrero de 2022 | Mejor Película Irlandesa                                           | An Cailín Ciúin                                   | Ganador   | [ 10 ]        |
| Dublin International Film Festival          | 27 de febrero de 2022 | Premio de Audiencia                                                | An Cailín Ciúin                                   | Ganador   | [ 10 ]        |
| Dublin International Film Festival          | 27 de febrero de 2022 | Aer Lingus Discovery Award                                         | Colm Bairéad                                      | Ganador   | [ 10 ]        |
| Golden Reel Awards                          | 26 de febrero de 2023 | Logro destacado en edición de sonido: función en idioma extranjero | Steve Fanagan, Louise Burton, Caoimhe Doyle       | Nominada  | [ 11 ]        |
| IFTA Film & Drama Awards                    | 12 de marzo de 2022   | Mejor Película                                                     | An Cailín Ciúin                                   | Ganador   | [ 12 ] [ 13 ] |
| IFTA Film & Drama Awards                    | 12 de marzo de 2022   | Mejor Director                                                     | Colm Bairéad                                      | Ganador   | [ 12 ] [ 13 ] |
| IFTA Film & Drama Awards                    | 12 de marzo de 2022   | Mejor Actriz                                                       | Catherine Clinch                                  | Ganadora  | [ 12 ] [ 13 ] |
| IFTA Film & Drama Awards                    | 12 de marzo de 2022   | Mejor Actriz de Reparto                                            | Carrie Crowley                                    | Ganador   | [ 12 ] [ 13 ] |
| IFTA Film & Drama Awards                    | 12 de marzo de 2022   | Mejor Edición                                                      | John Murphy                                       | Ganador   | [ 12 ] [ 13 ] |
| IFTA Film & Drama Awards                    | 12 de marzo de 2022   | Mejor Diseño de Producción                                         | Emma Lowney                                       | Ganador   | [ 12 ] [ 13 ] |
| IFTA Film & Drama Awards                    | 12 de marzo de 2022   | Mejor Fotografía                                                   | Kate McCullough                                   | Ganadora  | [ 12 ] [ 13 ] |
| IFTA Film & Drama Awards                    | 12 de marzo de 2022   | Mejor Diseño de producción                                         | Louise Stanton                                    | Nominada  | [ 12 ] [ 13 ] |
| IFTA Film & Drama Awards                    | 12 de marzo de 2022   | Mejor Sonido                                                       | Steve Fanagan, John "Bob" Brennan, Brendan Rehill | Nominados | [ 12 ] [ 13 ] |
| IFTA Film & Drama Awards                    | 12 de marzo de 2022   | Mejor música original                                              | Stephen Rennicks                                  | Ganador   | [ 12 ] [ 13 ] |
| IFTA Film & Drama Awards                    | 12 de marzo de 2022   | Rising Star Award                                                  | Colm Bairéad                                      | Ganador   | [ 12 ] [ 13 ] |
| Taipei Film Festival                        | 8 de julio de 2022    | Premio de audiencia                                                | An Cailín Ciúin                                   | Ganador   | [ 14 ]        |
| Taipei Film Festival                        | 8 de julio de 2022    | Nuevo talento internacional - Grand Prize                          | An Cailín Ciúin                                   | Nominado  | [ 14 ]        |
| Festival de Valladolid                      | 29 de octubre de 2022 | Espiga de Plata                                                    | An Cailín Ciúin                                   | Ganadora  | [ 15 ]        |
| Festival de Valladolid                      | 29 de octubre de 2022 | Premio de la audiencia                                             | An Cailín Ciúin                                   | Ganadora  | [ 15 ]        |